# جوني ميلتون
جوني ميلتون (بالإنجليزية: Johnny Milton)‏ هو لاعب كرة قدم أمريكية أمريكي، ولد في 9 نوفمبر 1898 في كانساس في الولايات المتحدة، وتوفي في 16 مايو 1949 في لوس أنجلوس في الولايات المتحدة.